# Министерство иностранных дел, международной торговли и вероисповедания Аргентины
Министерство иностранных дел, международной торговли и вероисповедания Аргентины является министерством аргентинского правительства, которое курирует международные отношения Аргентины.
Текущим канцлером (министром иностранных дел) с 30 октября 2024 года является Херардо Вертейн.